# Typographie inclusive

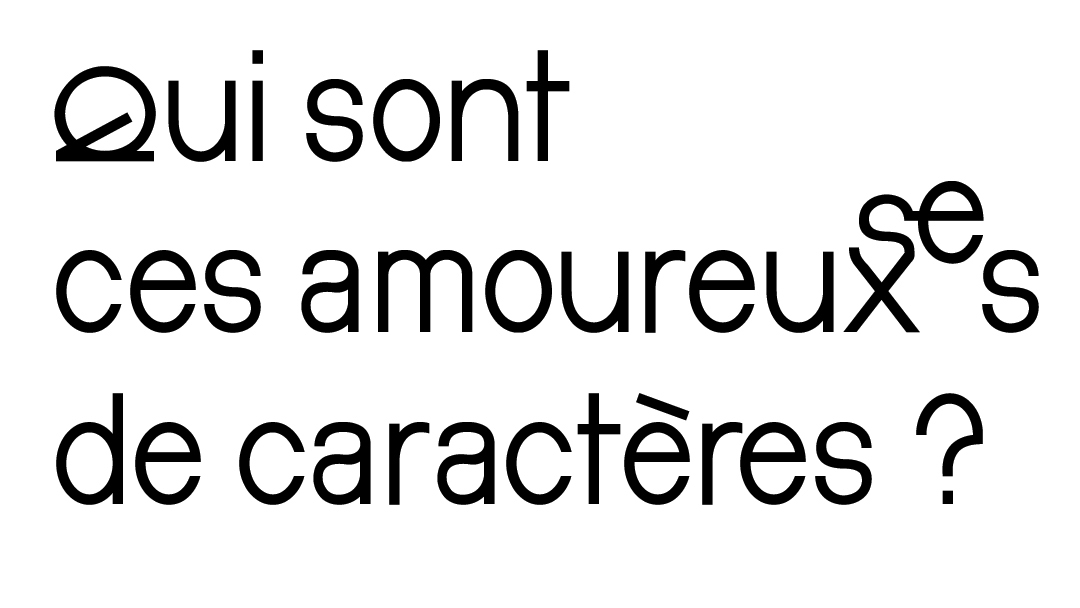
Exemple de texte en français non-genré permis par une police de caractères.

La typographie inclusive, ou typographie non-binaire ou post-binaire, désigne le mouvement de typographie visant à créer des polices de caractères facilitant une écriture non-genrée.

## Description
La typographie inclusive s'inscrit dans un mouvement militant de typographes, graphistes et designers et d'usagers de la langue visant à promouvoir un langage épicène. En alphabet latin, elle repose sur divers procédés typographiques comme l'entrelacement de lettres, de nouvelles ligatures ou glyphes, ou le recours à des symboles ou caractères comme l’astérisque ou l'arobase.

## Aire francophone
En 2018, l’École de recherche graphique et l’École nationale supérieure des arts visuels de La Cambre de Bruxelles organisent une rencontre autour la problématique de l’inclusivité et la non-binarité dans la typographie. En novembre 2018, la collective franco-belge Bye Bye Binary est créée afin de continuer la réflexion et expérimenter de nouvelles typographies,. Selon l'une des membres, Loraine Furter, la collective se propose « d’explorer le champ infini de la typographie inclusive et non binaire, y ajoutant des réflexions sur les émojis, les fontes variables, l’oralisation de ces formes écrites, etc. ». Le 15 octobre 2020, le graphiste Tristan Bartolini de la Haute École d'Art et de Design Genève remporte le Prix Art Humanité de la Croix-Rouge pour la création d'un alphabet épicène intitulé L'inclusif-ve qui comporte 40 caractères.

## Aire italophone
En avril 2015, Luca Boschetto, passionné par les questions linguistiques et de genre, propose dans un article partagé l'introduction du schwa « comme désinence pour l'italien neutre ou l'italien inclusif » afin d'unifier les pratiques typographiques jusqu'à présent en usage comme l’astérisque, l'arobase ou la lettre u,. La proposition du schwa comme désinence neutre est depuis reprise et promue par la linguiste Vera Gheno,.

## Aire hispanophone
En espagnol, il est d'usage d'employer l'arobase, la lettre x ou la lettre e pour créer un singulier ou un pluriel neutre, comme dans les exemples suivants : « tod@s », « nosotrxs »,. Inspiré par le projet de Tristan Bartolini, L'inclusif-ve, le designer Ciscu Gómez de l'agence Crece Agency imagine en 2021 une typographie inclusive en langue espagnole basée sur un système de ligatures.

## Réception
La typographie inclusive fait l'objet de critiques dans les pays où elle pratiquée, aussi bien de la part des usagers que des instances dédiées à la normalisation de la langue,.